# BMI Film & TV Awards 1989
Die Verleihung der BMI Film & TV Awards 1989 war die vierte ihrer Art. Bei der Verleihung werden immer Arbeiten des Vorjahres ausgezeichnet. In der Kategorie Most Performed Song from a Film werden die jeweiligen Songkomponisten ausgezeichnet, es kann hier also Abweichungen von den Soundtrackkomponisten geben.

## Preisträger

### BMI Film Music Award
- Crocodile Dundee II von Peter Best
- Beetlejuice von Danny Elfman
- Annies Männer von Michael Convertino
- Colors – Farben der Gewalt von Herbie Hancock
- Der Prinz aus Zamunda von Nile Rodgers
- Stirb langsam von Michael Kamen
- Rain Man von Hans Zimmer
- Rambo III von Jerry Goldsmith
- Die Geister, die ich rief … von Danny Elfman
- Twins – Zwillinge von Randy Edelman
- Falsches Spiel mit Roger Rabbit von Alan Silvestri

### Most Performed Song from a Film
- Buster von Phil Collins und Lamont Dozier (für den Song Two Hearts)
- Cocktail von Mike Love, Scott McKenzie und Terry Melcher (für den Song Kokomo)
- Dirty Dancing von Patrick Swayze und Stacy Widelitz (für den Song She’s Like the Wind)

### BMI TV Music Award
- Die Bill Cosby Show von Bill Cosby, Stu Gardner und Arthur Lisi
- A Different World von Bill Cosby, Stu Gardner und Arthur Lisi
- Golden Girls von Andrew Gold
- Growing Pains von Steve Dorff
- Hunter von Mike Post und Pete Carpenter
- L.A. Law – Staranwälte, Tricks, Prozesse von Mike Post
- Matlock von Bruce Babcock und Artie Kane
- Harrys wundersames Strafgericht von Jack Elliott
- Der Hogan-Clan von Charles Fox, Stephen Geyer und Bruce Miller
- Wer ist hier der Boss? von Martin Cohan, Blake Hunter und Robert Kraft
- Wunderbare Jahre von John Lennon, Paul McCartney und W. G. Snuffy Walden